# 꿀술

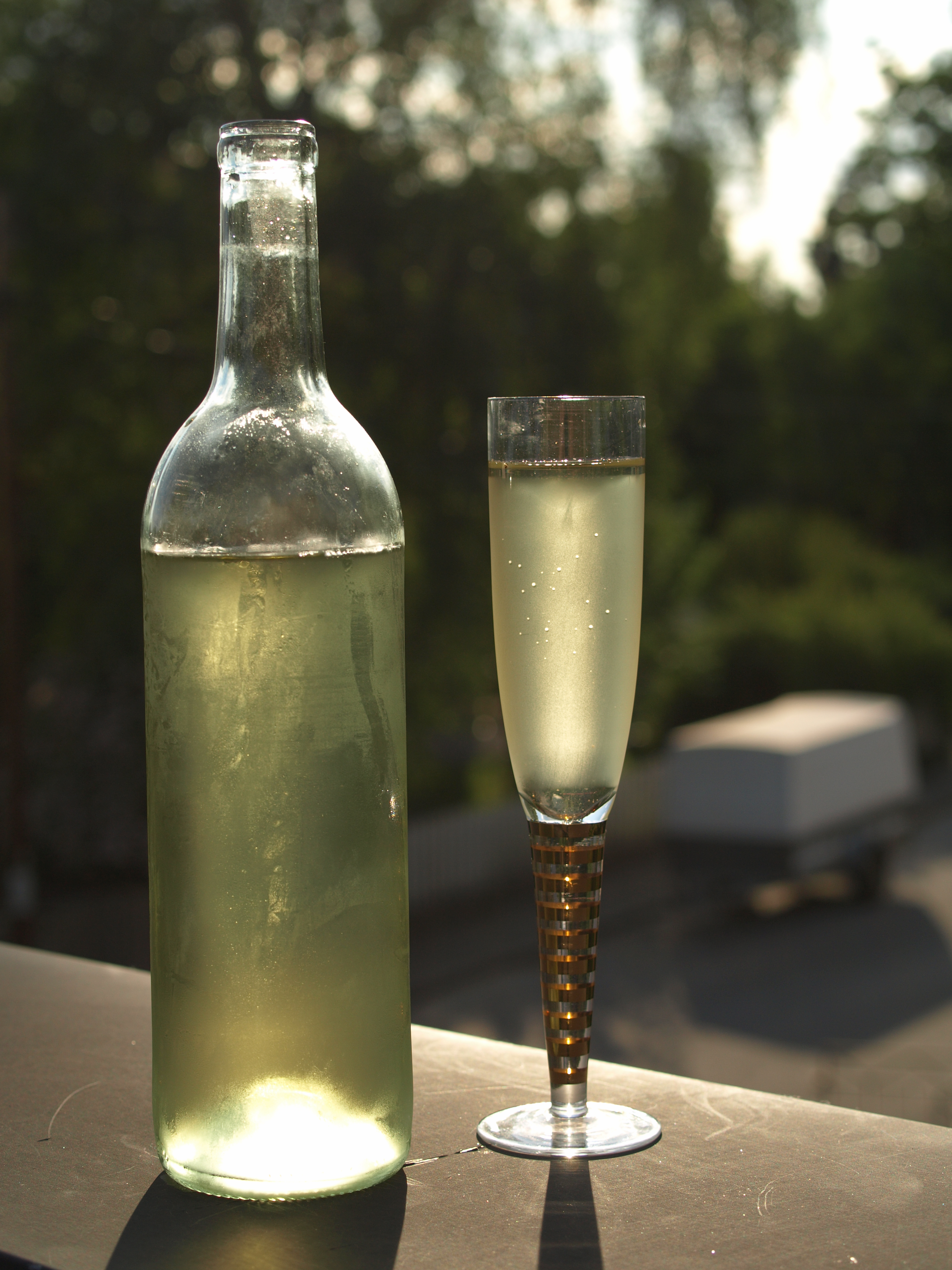
꿀술

꿀술, 밀주(蜜酒) 또는 봉밀주(蜂蜜酒)는 벌꿀을 재료로 발효시킨 술이다.
알코올 도수는 약 3.5% ABV에서 20% 이상이다. 꿀술의 결정적인 특징은 음료의 발효 가능한 설탕의 대부분이 꿀에서 추출된다는 것이다. 가만히 있거나 탄산이 있거나 자연적으로 반짝일 수 있다. 건조한(dry) 형태, 반쯤 단(semi-sweet) 형태, 단(sweet) 형태로 구성된다.
허니 와인이라는 용어는 때때로 꿀술과 동의어로 사용되지만 와인은 일반적으로 발효된 포도 또는 특정 다른 과일의 제품으로 정의되며 일부 문화에서는 꿀술과 구별되는 허니 와인이 있다. 예를 들어 헝가리의 허니 와인은 꿀로 달게 한 포도 찌꺼기나 다른 과일을 발효시킨 것이다.
꿀술은 고대에 유럽, 아프리카, 아시아 전역에서 생산되었으며 일부 민족의 신화에서 중요한 역할을 했다. 예를 들어, 북유럽 신화에서 크바시르(Aesir와 Vanir 신의 섞인 침에서 태어난 현명한 존재)의 피로 만들어진 시의 꿀술은 그것을 마신 사람을 시인이나 학자로 만들었다.

## 같이 보기
- 미드 홀
- 사흐티